# Fortuna (planetoïde)
(19) Fortuna is een planetoïde die om de zon draait in een baan in de belangrijkste planetoïdengordel van het zonnestelsel, tussen de banen van Mars en Jupiter. Ze heeft een diameter van gemiddeld ongeveer 225 km en voltooit in 3,81 jaar een omloop rond de zon. De baan van Fortuna is enigszins ellipsvormig en helt nauwelijks ten opzichte van de ecliptica. Tijdens haar omloop verandert de afstand tot de zon aanzienlijk, maar gemiddeld bevindt ze zich ongeveer 2,44 astronomische eenheden van de zon.

## Ontdekking en naam
Fortuna werd op 22 augustus 1852 ontdekt door de Engelse astronoom John Russell Hind. Hind ontdekte in hetzelfde jaar de planetoïden (18) Melpomene, (22) Kalliope en (23) Thalia. In totaal ontdekte hij tien planetoïden.
Fortuna is genoemd naar de godin Fortuna, in de Romeinse mythologie de godin van toeval en geluk.

## Eigenschappen
Fortuna is een van de grootste objecten in de hoofdgordel. Ze behoort net als (1) Ceres tot het G-type planetoïde, wat betekent dat het oppervlak donker is en duidelijke sporen draagt van ruimteverwering. G-type planetoïden zijn rijk in primitieve organische verbindingen, zoals tholinen. Er zijn weinig planetoïden groter dan 150 km met een zo laag lichtweerkaatsend vermogen als Fortuna.
Uit waarnemingen van de Hubble Space Telescope bleek dat Fortuna vrijwel bolvormig is. Er zijn geen natuurlijke satellieten gevonden. De massa van Fortuna (1.27 × 1019 kg) is berekend uit baanverstoringen door de planetoïde (135) Hertha.